# Leptochilus hethiticus
Leptochilus hethiticus är en stekelart som beskrevs av Gusenleitner 1985. Leptochilus hethiticus ingår i släktet Leptochilus och familjen Eumenidae. Inga underarter finns listade i Catalogue of Life.